# Rinpoche
Rinpoche (tibetisch རིན་པོ་ཆེ ZWPY Rinboqê, Wylie rin po che, THL Rinpoche [rinˈpotʃe]; auch: Rimpoche, Rinpotsche, Rimpotsche) ist ein tibetischer Ehrentitel, der zumeist für einen Lama oder anderen Würdenträger des Vajrayana verwendet wird. Das Wort setzt sich zusammen aus rin (po), ‚Wert‘, und che, ‚Größe‘, und bedeutet daher wörtlich „Kostbarer“ (vgl. /rin chen po/ ‚großer Wert‘, /rin chen/ ‚Rinchen‘ (Eigenname) oder ‚Kostbarkeit‘). Der Titel ist hauptsächlich für Trülkus (d. h., als Wiedergeburt eines früheren Meisters anerkannte Personen) gebräuchlich, aber auch Äbten und Lehrern, die in diesem Leben besondere Weisheit erlangt haben, kann dieser Titel verliehen worden sein.
Die Bezeichnung „Guru Rinpoche“ (‚kostbarer Guru‘) bezieht sich spezifisch auf den Yogi Padmasambhava aus Kaschmir, dem bei der offiziellen Einführung des Buddhismus in Tibet im 8. Jh. besondere Bedeutung zukommt. Die Bezeichnung „Je Rinpoche“ (kostbarer Meister) bezieht sich auf den großen Reformator (Je) Tsongkhapa, der durch seine Bewegung der „Tugendhaftigkeit“ (tibetisch  dge) die Gründung der Gelug-Schule (tibetisch dge lugs) erreichte.